# Саша Обрадовић (амбасадор)
Саша Обрадовић (Ваљево, 15. јун 1968) је српски правник, књижевник и дипломата.  Од 2016. до 2023. године био је амбасадор Србије у Хелсинкију (Република Финска).  

## Биографија
Завршио је Ваљевску гимназију 1987, а 1993. је дипломирао на Правном факултету у Београду са просечном оценом 9,03. Три године касније положио је правосудни испит, а 2002. је стекао диплому Дипломатске академије Министарства спољних послова СРЈ. Ожењен је; отац двоје деце. 

## Књижевно-ауторски рад
Издавчке куће из Београда „Стубови културе”, „Књижевна радионица Рашић” и "Архипелаг" објавили су седам књига прозе Саше Обрадовића; романе "Мардијан је најзад мртав", "Врт љубави", "Други други свијет", "Сестре Карамазић" и "Оцена доказа", те две књиге кратких прича: "Улазак у замак" и "Излазак из замка". Обрадовићева проза је објављена у више антологија и избора савремене српске прозе. Члан је Српског књижевног друштва.
Коаутор је књиге „Основи међународног јавног права” коју је 2005. издао Београдски центар за људска права. Та књига је две године касније доживела своје реиздање. Једанаест говора Саше Обрадовића пред Међународним судом правде објављено је на сајту тог суда и у књизи „Документи - Србија пред Међународним судом правде” коју је издавачка кућа „Филип Вишњић” из Београда публиковала 2007.

## Професионална каријера
Своју професионалну каријеру започиње у Општинском суду у Ваљеву где је био од 1994. до 1999, при чему је последње три године обављао функцију председника кривичног већа. Од 2000. до 2001. радио је као адвокат. Од 2002. до 2004. радио је на месту заменика начелника Службе за међународно-правне послове Министарства спољних послова СРЈ и СЦГ у рангу првог секретара. Године 2004. прелази у Амбасаду СЦГ у Хагу, Холандија (касније Амбасада Републике Србије) где остаје до 2008. Неколико месеци током 2006. је био и отправник послова наше амбасаде у Хагу. У оквиру свог рада у амбасади је од 2006. до 2007. био ко-заступник Републике Србије у спору са БиХ пред Међународним судом правде, главним правосудним органом УН. 
Године 2008. се враћа у Београд и наредних годину дана је био главни инспектор Министарства спољних послова Србије. У том периоду је саставио нацрт Предлога Закона о спољним пословима који је усвојен и који је и данас важећи. У истом периоду постаје координатор Правног тима за саветодавно мишљење о једнострано проглашеној независности Косова пред Међународним судом правде и на том положају остаје до 2010. Од 2008. до 2015. био је и заступник Републике Србије у спору са Републиком Хрватском пред истим судом.
Од 2010. до 2011. обављао је функцију председника Комисије за међународно хуманитарно право Републике Србије и главног правног саветника Министарства спољних послова у рангу министра-саветника. Од 2011. до 2015. је поново у нашој амбасади у Хагу и заступа нашу земљу пред Међ. судом правде. У том периоду је био и званични представник Републике Србије у процесима пред Међународним кривичним трибуналом за бившу Југославију, у предметима Милошевић, Шешељ, Лукић, Јојић и остали. Од 2012. до 2013. је координатор групе „Пријатељи сталног Међународног кривичног суда”, неформалне међународне дипломатске групе. Од 2014. до 2015. је био међу четири суоснивача и руководиоца Хашког дипломатског клуба за међународно право. Годину 2015. проводи на релацији Београд - Њујорк. У Београду је председник Радне групе задужене за израду нацрта Националне стратегије за процесуирање ратних злочина Министарства правде Републике Србије, а у Њујорку специјални изасланик Владе Републике Србије на седницама Савета безбедности и Генералне скупштине Организације уједињених нација посвећене раду Међународног кривичног трибунала за бившу Југославију.
У октобру 2016. године је постављен за амбасадора у Финској, где је 2022-23. обављао и функцију доајена дипломатског кора. Поред Финске, био је и нерезиденцијални амбасадор наше земље у Естонији. 
Носилац је одликовања - Командант прве класе Реда беле руже Финске (Commander First Class of the Order of the White Rose of Finland). 